# Siegfried Schmitt
Siegfried Schmitt (* 8. September 1915 in Offheim; † 5. Dezember 1988 in Darmstadt) war ein deutscher Leichtathlet.

## Leben
Schmitt lief 1938 mit der 4-mal-100-Meter-Staffel (Siegfried Schmitt, Heinrich Herrwerth, Karl Neckermann, Günter Köster) des Post-SV Mannheim deutsche Jahresbestzeit in 41,6 s. Im Jahr darauf konnte die Mannheimer Staffel (Siegfried Schmitt, Heinrich Herrwerth, Feuerstein, Günter Köster) in 42,4 s den Deutschen Meistertitel gewinnen. Außerdem nahm er 1939 an den Universitätsweltmeisterschaften teil und gewann dort mit der Staffel Gold und kam über 100 Meter in den Zwischenlauf.
Er wurde Studiendirektor an der Darmstädter Georg-Büchner-Schule und engagierte sich beim ASC Darmstadt. Seit 1989 vergibt die Darmstädter Sportstiftung den Siegfried-Schmitt-Preis für Jugendförderung.

## Persönliche Bestleistungen
- 100 Meter: 10,8 s, 6. August 1939 in Hannover
- 200 Meter: 21,7 s, 24. Juni 1939 in Mannheim
- 110 Meter Hürden: 15,7 s, 3. Juli 1939 in Mannheim